# Локомотив (футбольный клуб, Лиски)
«Локомоти́в» Лиски — российский футбольный клуб из города Лиски. Основан в 1936 году. Выступает в Третьей лиге, зоне «Центр», организованной СФФ «Центр».

## История

Старая эмблема клуба

Первая футбольная команда на ст. Лиски создана в 1923 году и носила название «Учкомпрофсож». В 1936 году было организовано ДСО железнодорожников. С 1950-х годов «Локомотив» практически постоянно находился в первой группе первенства Воронежской области. В 1960—1980-е годы были случаи вылета «Локомотива» Георгиу-Деж (так назывались Лиски с 1965 по 1991 год) во вторую группу. В 1984 году железнодорожники в финалие Кубка области проиграли воронежской «Стреле» — 0:5. В 1991 году «Локомотив» занял 16-е место, и должен был покинуть 1-ю группу, но реорганизация чемпионата Воронежской области принесла «Локомотиву» в следующем сезоне 7-е место. В 1993 году клуб стал бронзовым призёром областного первенства, и из-за отказа команд, занявших 1-2 места, перешёл в чемпионат России среди любителей. Все это время команда представляла Лискинское отделение Дорсовета Ю.-В. ж.д. ДСО «Локомотив».
В 1994 году «Локомотив», выступая в зоне «Центр» (группа «А»), занял 2-е место. В финальном турнире в группе «А», проходившем в г. Курган, занял 3-е место и вошёл в шестерку сильнейших команд России среди любителей. В 1995 году команда завоевала «серебро» во второй зоне третьей лиги. Из 6-ти команд, занявших в своих зонах вторые места, в заочном «розыгрыше», распределенному по проценту набранных очков, занял 4-е место, и получил путевку во 2-ю лигу.
В 2003 году клуб вернулся на уровень КФК. Главным тренером «Локомотива» в январе 2004 году был назначен Геннадий Сошенко, и команда заняла первое место в «Черноземье» за два тура до финиша.
Сезон 2005 года лискинский «Локомотив», вернувшийся во второй дивизион, завершил на 8 месте. Сезон 2006 года завершил на 10 месте. Лучшим бомбардиром дивизиона «Центр» с 16 мячами стал нападающий «Локомотива» Сергей Фаустов.
В сезоне 2007 года «Локомотив» занял предпоследнее 15 место. После поражения в 21 туре от воронежского «Динамо» Главным тренером был назначен И. Пывин. Под его руководством обновленная на 70 % команда вошла в сезон 2008, где заняла 11 место. В сезоне 2009 г. «Локомотив» занял 6 место.
В 2010 году — 9 место. Далее Локомотив в течение шести лет был постоянным участником первенства второго дивизиона зоны «Центр». Выходил в 1/16 финала Кубка России, где дома играл с московским «Динамо». В 2016 г. Локомотив по финансовым причинам не принял участие в первенстве.
8 апреля 2017 года РФС исключил ФК «Локомотив» (Лиски) из своих рядов.
Клуб стал выступать в первенстве России среди команд МОА Черноземье (третий дивизион).

## Достижения
- Первенство России среди ЛФК — III дивизион, финальный турнир — 2021
- Первенство России среди ЛФК, зона «Черноземье»/«Центр» (3): 2004, 2020, 2021
- Кубок Воронежской области — 2019
- Кубок СФФ «Центр» (2): 2020, 2022

## Цвета клуба
| Красный | Зеленый |

## Рекордсмены клуба
Наибольшее количество матчей за клуб:
- Игорь Пывин — 320 (376 с учётом любительского первенства)
- Руслан Аблаев — 320 (340 с учётом любительского первенства)
- Алексей Ерёмин — 319 (343 с учётом кубковых матчей)

Наибольшее количество голов за клуб:
- Владимир Харин — 102
- Игорь Пывин — 39

## Статистика выступлений
| Сезон   | Сезон   | Лига (уровень), зона                              | Лига (уровень), зона                              | Место    | Кубок | Примечания                 |
| ------- | ------- | ------------------------------------------------- | ------------------------------------------------- | -------- | ----- | -------------------------- |
| 1994    | зон.    | КФК России (5)                                    | зона «Центр А»                                    | 2 из 10  | —     | Выход в Третью лигу        |
| 1994    | финал   | КФК России (5)                                    | Финал, Группа A                                   | 3 из 4   | —     | Выход в Третью лигу        |
| 1995    | 1995    | Третья лига России (4), 2-я зона                  | Третья лига России (4), 2-я зона                  | 2 из 16  | —     | Выход во Вторую лигу       |
| 1996    | 1996    | Вторая лига/ Второй дивизион (3)                  | зона «Запад»                                      | 8 из 20  | —     |                            |
| 1997    | 1997    | Вторая лига/ Второй дивизион (3)                  | зона «Запад»                                      | 2 из 20  | 1/32  |                            |
| 1998    | 1998    | Вторая лига/ Второй дивизион (3)                  | зона «Центр»                                      | 5 из 21  | 1/128 |                            |
| 1999    | 1999    | Вторая лига/ Второй дивизион (3)                  | зона «Центр»                                      | 8 из 19  | 1/128 |                            |
| 2000    | 2000    | Вторая лига/ Второй дивизион (3)                  | зона «Центр»                                      | 11 из 20 | 1/256 |                            |
| 2001    | 2001    | Вторая лига/ Второй дивизион (3)                  | зона «Центр»                                      | 18 из 20 | 1/256 |                            |
| 2002    | 2002    | Вторая лига/ Второй дивизион (3)                  | зона «Центр»                                      | 20 из 20 | 1/64  | Вылет в КФК                |
| 2003    | 2003    | ЛФЛ (4)                                           | зона «Черноземье»                                 | 2 из 14  | 1/256 |                            |
| 2004    | зон.    | ЛФЛ (4)                                           | зона «Черноземье»                                 | 1 из 13  | —     | Выход во Второй дивизион   |
| 2004    | финал   | ЛФЛ (4)                                           | Финал, Группа A                                   | 3 из 5   | —     | Выход во Второй дивизион   |
| 2005    | 2005    | Второй дивизион/ Первенство ПФЛ (3), зона «Центр» | Второй дивизион/ Первенство ПФЛ (3), зона «Центр» | 8 из 18  | 1/128 |                            |
| 2006    | 2006    | Второй дивизион/ Первенство ПФЛ (3), зона «Центр» | Второй дивизион/ Первенство ПФЛ (3), зона «Центр» | 10 из 18 | 1/128 |                            |
| 2007    | 2007    | Второй дивизион/ Первенство ПФЛ (3), зона «Центр» | Второй дивизион/ Первенство ПФЛ (3), зона «Центр» | 15 из 16 | 1/64  |                            |
| 2008    | 2008    | Второй дивизион/ Первенство ПФЛ (3), зона «Центр» | Второй дивизион/ Первенство ПФЛ (3), зона «Центр» | 11 из 18 | 1/128 |                            |
| 2009    | 2009    | Второй дивизион/ Первенство ПФЛ (3), зона «Центр» | Второй дивизион/ Первенство ПФЛ (3), зона «Центр» | 6 из 17  | 1/256 |                            |
| 2010    | 2010    | Второй дивизион/ Первенство ПФЛ (3), зона «Центр» | Второй дивизион/ Первенство ПФЛ (3), зона «Центр» | 9 из 16  | 1/128 |                            |
| 2011/12 | 2011/12 | Второй дивизион/ Первенство ПФЛ (3), зона «Центр» | Второй дивизион/ Первенство ПФЛ (3), зона «Центр» | 5 из 14  | 1/128 |                            |
| 2012/13 | 2012/13 | Второй дивизион/ Первенство ПФЛ (3), зона «Центр» | Второй дивизион/ Первенство ПФЛ (3), зона «Центр» | 10 из 16 | 1/128 |                            |
| 2013/14 | 2013/14 | Второй дивизион/ Первенство ПФЛ (3), зона «Центр» | Второй дивизион/ Первенство ПФЛ (3), зона «Центр» | 14 из 16 | 1/64  |                            |
| 2014/15 | 2014/15 | Второй дивизион/ Первенство ПФЛ (3), зона «Центр» | Второй дивизион/ Первенство ПФЛ (3), зона «Центр» | 4 из 16  | 1/64  |                            |
| 2015/16 | 2015/16 | Второй дивизион/ Первенство ПФЛ (3), зона «Центр» | Второй дивизион/ Первенство ПФЛ (3), зона «Центр» | 6 из 14  | 1/16  | Снялся по окончании сезона |
| 2016    | 2016    | Третий дивизион (4)                               | зона «Черноземье»                                 | 9 из 11  | —     |                            |
| 2017    | 2017    | Третий дивизион (4)                               | зона «Черноземье»                                 | 8 из 12  | —     |                            |
| 2018    | 2018    | Третий дивизион (4)                               | зона «Черноземье»                                 | 3 из 13  | —     |                            |
| 2019    | 2019    | Третий дивизион (4)                               | зона «Черноземье»                                 | 4 из 14  | —     |                            |
| 2020    | зон.    | Третий дивизион (4)                               | СФФ «Центр»                                       | 1 из 7   | —     |                            |
| 2020    | финал   | Третий дивизион (4)                               | финал                                             | 4 из 10  | —     |                            |
| 2021    | зон.    | Третий дивизион (4)                               | СФФ «Центр»                                       | 1 из 12  | —     |                            |
| 2021    | финал   | Третий дивизион (4)                               | финал                                             | 1 из 8   | —     |                            |
| 2022    | зон.    | Третий дивизион (4)                               | СФФ «Центр»                                       | 2 из 11  | —     |                            |